# Wiata voltae
Wiata voltae är en insektsart som beskrevs av Irena Dworakowska 1981. Wiata voltae ingår i släktet Wiata och familjen dvärgstritar.
Artens utbredningsområde är Tchad. Inga underarter finns listade i Catalogue of Life.